# Nia
Nia is een geslacht van schimmels behorend tot de familie Niaceae. De typesoort is Nia vibrissa.

## Soorten
Volgens Index Fungorum bevat het geslacht vier soorten (peildatum maart 2022):
| Soortnaam        | Auteur(s)                  | Publicatiejaar |
| ---------------- | -------------------------- | -------------- |
| Nia epidermoidea | M.A. Rosselló & Descals    | 1993           |
| Nia globispora   | Barata & Basilio           | 1997           |
| Nia lenicarpa    | Abdel-Wahab & E.B.G. Jones | 2019           |
| Nia vibrissa     | R.T. Moore & Meyers        | 1961           |